# Szprot
Szprot, sardynka norweska (Sprattus sprattus) – gatunek małej ryby morskiej z rodziny śledziowatych (Clupeidae).

## Zasięg występowania
Występuje we wschodniej części Oceanu Atlantyckiego i morzach Europy: Morzu Północnym, Bałtyckim i w północnych rejonach Morza Śródziemnego i Czarnego.

## Charakterystyka
Osiąga długość, w zależności od środowiska i podgatunku, od 10 do 20 cm. Wyglądem bardzo przypomina młodego śledzia. Cechą odróżniającą jest szorstka krawędź brzucha. Ciało szprota jest pokryte srebrnymi łuskami, niebieskawymi na grzbiecie. Jako typowa drobna ryba pelagiczna, odżywia się zooplanktonem.

## Rozmnażanie
Tarło odbywa wiosną i na początku lata. Samica składa do 40 000 ziaren ikry. Młode wykluwają się po 3–4 dniach. Larwy unoszą się w wodach pelagialnych.

## Znaczenie gospodarcze
Szprot jest szeroko wykorzystywany w przetwórstwie rybnym. Zawartość tłuszczu w mięsie to około 12%, jest źródłem wielu witamin.
Połowy szprota (obok połowów śledzia i dorsza) należą do największych na Morzu Bałtyckim. Przed przełowieniem sięgały 150 000–250 000 ton rocznie.